# Anopheles scanloni
Anopheles scanloni är en tvåvingeart som beskrevs av Sallum och EL Peyton 2005. Anopheles scanloni ingår i släktet Anopheles och familjen stickmyggor.
Artens utbredningsområde är Thailand. Inga underarter finns listade i Catalogue of Life.